# 张芝山镇
张芝山镇，是中华人民共和国江苏省南通市通州区下辖的一个乡镇级行政单位。

## 行政区划
张芝山镇下辖以下地区：
张芝山社区、塘坊村、决心村、天星村、银洋河村、通启桥村、通海村、八字桥村、南兴村、培德村和港区村。